# Alois Moc
Alois Jaroslav Moc OFM (16. srpna 1918 Radošovice – 17. srpna 1995 Brno) byl český františkánský kněz, politický vězeň, autor duchovní literatury, lektor teologie

## Životopis

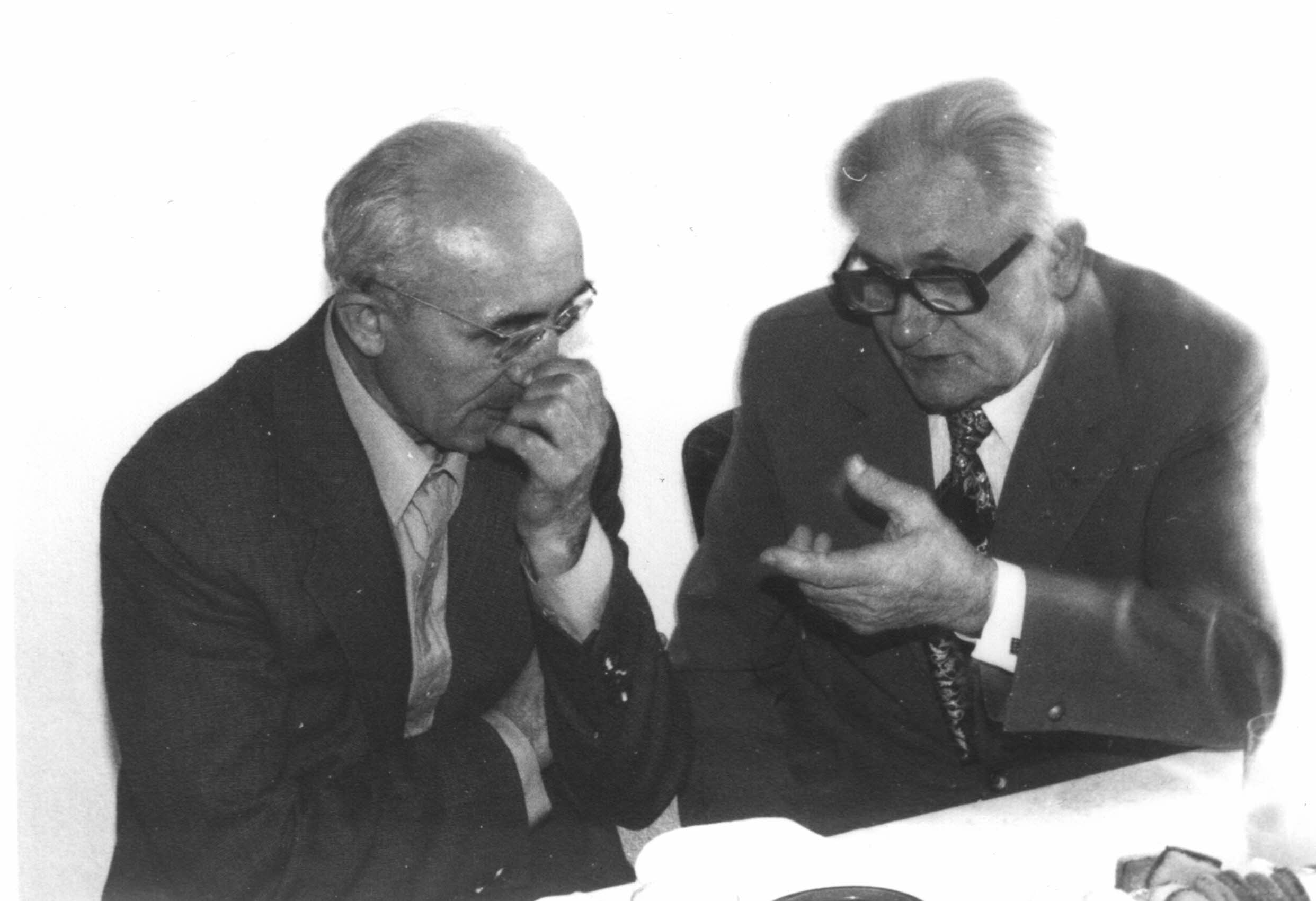
Alois Moc na oslavě křtin v Praze roku 1982

Během studia na gymnáziu v Praze vstoupil do Řádu menších bratří františkánů, provincie svatého Václava, přijat 15. 8. 1937, první sliby složil 19. 8. 1938. V červnu roku 1940 maturoval na akademickém gymnáziu v Praze a od podzimu 1940 do jara 1945 studoval na Arcidiecésním bohosloveckém učilišti pražském. Slavné sliby složil roku 1941. Kněžské svěcení mu roku 1944 udělil v Praze biskup Antonín Eltschkner. Do duchovní správy byl ustanoven v Hostinném nad Labem, kde byl převorem. Tehdy byl též pověřen péčí o třetí řád. 
V roce 1948 volil bílým lístkem a patřil k odvážným kritikům nového režimu. Roku 1949 byl za přečtení pastýřských listů a exkomunikačních dekretů odsouzen pro velezradu k sedmi letům vězení, ale propuštěn byl po šesti letech.  Trest odpykával ve věznicích Praha-Ruzyně, Praha-Pankrác, Mladá Boleslav, Mírov a ve Valdicích. Poté pracoval jako lesní dělník v Domašíně, pak ze zdravotních důvodů do roku 1959 pracoval jako administrativní pracovník v Kostelec nad Labem a později se vrátil do dělnické profese v národním podniku PAL Kbely. V letech 1964-1969 pracoval ve skladu knihkupectví Zlatý Klas. 
Roku 1967 mu byl trest na základě desetiletého řádného života zahlazen a kulturní správa NVP mu udělila 10. dubna 1968 souhlas k duchovní činnosti s pověřením výpomocí v duchovní správě v Praze Strašnicích. Od 1. června 1968 působil jako výpomocný duchovní ve farnosti v Praze Michli. Přítelem a inspirací uměleckého zrání akademického sochaře Romana Podrázského.
Dne 27. března 1983 byl pro svoji činnost opět uvězněn, ale na nátlak ze zahraničí byl 27. května 1983 z vazby propuštěn s tím, že odešel do penze s úplným zákazem duchovní činnosti. Přesto mu byl výkon duchovní činnosti znovu povolen od 1. května 1988, a to pro farnost Kozmice a Okrouhlice na Benešovsku. Toho roku byl ještě souhlas rozšířen na výpomoc v kostele Panny Marie Sněžné v Praze. Od prosince roku 1989 byl opět pověřen výpomocí ve farnosti v Praze Michli. Jeho jméno je na pomníku obětem válek a komunistické totality v rodných Radošovicích z roku 2018.

### Působení v Řádu menších bratří františkánů
Alois Moc se podílel na vzdělávání františkánů, vyučoval filozofii, morální teologii, dogmatickou teologii, přičemž zpracoval několik skript, ze kterých učil. Některým komunitám sester přednášel pravidelně spiritualitu. Po roce 1983 se zapojil do skrytého života řádu, tedy vyučování teologie a organizování tajných komunit. Naplno se věnoval pražským terciářům. Z jeho skupin „Praha – jih“ vznikly po roce 1990 místní společenství Praha – Krč, Praha – Spořilov, Praha – Dejvice, Černošice a Benešov.

## Dílo
- Duchovní život z hlediska františkánského charismatu, INSTITUT FRANTIŠKÁNSKÝCH STUDIÍ, Praha, 2014[12]

- Skripta: Prazjevení (osobní poznámky – strojopis), 45 s.(A5), Zjevení Boží, 9 s. (A5-strojopis), Theologie Boží milosti, 159 s. (A5-strojopis), Vývoj dogmatu, 5 s. (A5-strojopis), Theologie lásky, 10 s. (A5- strojopis), Theologie apoštolátu, 18 s. (A5-strojopis), Theologie řeholního stavu, 26 s. (A5-strojopis), Podivuhodná mariologie, rukopis(A5).[9]
- Serafínská spiritualita - přednáška[13],
- Duchovní cvičení: Víra (1985), František a jeho cesta (1986), Blahoslavenství – Horská řeč (1987), Podobenství (1988), Modlitba Páně (1989)[13]
- Eucharistie[14]